# Scoring (jeu vidéo)
 (août 2024).
Pour les articles homonymes, voir scoring.
Le scoring est une manière de pratiquer le jeu vidéo en ayant pour objectif principal l'obtention d'un score élevé, voire le plus élevé.
C'est une pratique apparue avec Space Invaders qui est le premier jeu vidéo à garder en mémoire les meilleurs scores.

## Méthodes

### Parcours
La méthode de base consiste à établir le parcours le plus court qui permet de détruire la totalité des ennemis et d'atteindre tous les bonus de chaque niveau. La méthode est similaire à celle employée pour les speedrun, mais ici la contrainte de durée est secondaire, dans la mesure où les bonus et ennemis détruits rapportent plus de points.

### Utilisation des vies
Afin d'obtenir un score plus important, une technique consiste à perdre volontairement une vie avant la fin d'un niveau. Le joueur peut ensuite recommencer au début du niveau tout en conservant ses points. Cette technique est intéressante dans les niveaux rapportant beaucoup de points.
Une autre méthode consiste, pour certains jeux, de perdre volontairement une vie à un certain endroit du niveau, pour recommencer plus loin dans le parcours avec le même temps imparti que si le joueur aurait commencé depuis le début du niveau, et ainsi faire un score impossible sans perdre de vies.

### Leeching
Le leeching (de l'anglais leech, sangsue) consiste à détruire des ennemis faibles ou aux réactions prévisibles et générés par d'autres ennemis plus résistants. Cette technique est souvent utilisée sur certains boss, le but étant de ne pas le blesser pour qu'il continue à produire des ennemis secondaires le plus longtemps possible.